# Conceyu Nacionalista Astur
Conceyu Nacionalista Astur (CNA) fou el primer partit polític nacionalista asturià, que funcionà del 1976 al 1981. El crearen joves asturianistes decidits a trencar amb la tradició política asturiana i decidits a oferir una alternativa nacional asturiana i rupturista al procés de reconstrucció estatal durant la transició, tot reclamant per a Astúries un tractament nacional com Catalunya o el País Basc.
Entre els fundadors hi havia Xosé Lluis Carmona, Xesús Cañedo Valle, Pepe Fernández Alonso, Dubardu Puente, membres del Conceyu Bable i David Rivas (1957), fundador a Madrid el 1977 del Conceyu d'Asturies. El seu secretari general fou Anxelu Zapico.
Durant la seva vigència no va assolir cap èxit electoral, i fins i tot alguns militants foren detinguts sota acusació de col·laborar amb ETA politicomilitar en l'assalt al Banco Herrero d'Oviedo; i el 1981 es va dissoldre. De les seves cendres sorgiren altres partits asturianistes, com Unidá Nacionalista Asturiana, que es va presentar a les eleccions europees del 1989 sota la mà de David Rivas, qui posteriorment fou candidat d'Andecha Astur a la presidència del govern d'Astúries el 1999 i el 2003.